# NGC 1624
NGC 1624 is een open sterrenhoop in het sterrenbeeld Perseus. Het hemelobject werd op 28 december 1790 ontdekt door de Duits-Britse astronoom William Herschel.
De ster NGC 1624-2 in het centrum van de cluster onderscheidt zich door een uitzonderlijk sterk magneetveld.

## Synoniemen
- OCL 403
- LBN 722